# روبرت إيرل كين
روبرت إيرل كين (بالإنجليزية: Robert Earl Keen) هو كاتب أغاني وموسيقي ومغن مؤلف ومغني وعازف قيثارة أمريكي، ولد في 11 يناير 1956 في هيوستن في الولايات المتحدة.

## وصلات خارجية
- الموقع الرسمي
- روبرت إيرل كين على موقع IMDb (الإنجليزية)
- روبرت إيرل كين على موقع ميوزك برينز (الإنجليزية)
- روبرت إيرل كين على موقع أول ميوزيك (الإنجليزية)
- روبرت إيرل كين على موقع ديسكوغز (الإنجليزية)
- روبرت إيرل كين على موقع قاعدة بيانات الفيلم (الإنجليزية)